# Људско срце
Срце (лат. cor, cordis), (грч. καρδια) је двофазна мишићна пумпа која својим ритмичким контракцијама прима крв из вена, и потискује је у артерије. На тај начин срце омогућава стални проток крви кроз циркулациони систем и нормалну размену материја у ткивима. Постојећи физиолошки механизми регулишу срчани ритам и на тај начин прилагођавају његов рад (упумпавање крви у циркулацију), тренутним потребама организма.
Срце се налази у средогруђу грудног коша, непосредно иза грудне кости између левог и десног плућног крила, са врхом окренутим надоле и косо улево. Доњом страном или базом срце широко належе на дијафрагму, која одваја грудни кош од абдомена. Срце је са спољне стране обмотано танком двослојном мембраном - срчаном кесом, која га одваја од осталих органа средишњег дела грудне дупље. Главна улога срчане кесе је да покрива срце и штити овај тако важан орган у телу, од разних унутрашњих и спољних утицаја.
Срце је отприлике величине стиснуте песнице, чија тежина варира од 300 до 350 грама. За један минут, у току 60 до 80 срчаних „откуцаја“ (контракција), кроз срце протекне 5 до 6 литара крви, што представља минутни волумен срца, и укупну количину крви у организму.

## Историја
Већ од примитивног нивоа културе људи су срце сматрали најважнијим органом, или једним од најважнијих у телу животиња и човека. Од памтивека људи сматрају срце племенитим органом и за њега везује бројна магична и митска веровања. У језицима већине европских народа до данас очувани су трагови некадашњег веровања да је срце средиште самилости и немилосрдности, срчаности, љубави, беса и других емоција и карактерних особина неке личности. До таквих схватања довело је више фактора: нпр да свако узбуђење мења ритам и јачину срчаних откуцаја, да су рањавања срца животиња или људи по правилу смртоносна, да рад срца у живој особи никад не престаје, да је срце смештено у телу на привилегованом месту итд. Зато су сва магична значења срца повезана са разни жртвеним обичајима.
Најстарија научна расправа о срцу потиче из староегипатског Еберсовог рукописа из око 1550. п. н. е. Египћани су сматрали да је срце средиште душевног живота, у првом реду мишљења. Зато су њихови анатомски прикази срца били нејасни и нетачни. Али су они истовремено знали да је срце шупљи орган испуњен крвљу, да је полазиште великих крвних судова, и да његови откуцаји стварају пулс артерија.
Антички грчки лекари били су сложни у веровању да је срце средиште „природне топлоте“ организма и да се у њему пречишћава и греје крв, али су се истовремено размоимоилазили у схватањима о улози срца у психичком животу.
Алкмеон из Кротона у 6. века п. н. е. тврдио је да није срце већ мозак средиште интелектуалних и сензорних функција. Али већина грчких филозофа и лекара још дуго времена заступала је другу много старију теорију према којој је срце центар мишљења, осећаја и воље. За ову теорију највише се залагао Аристотел у 4. век п. н. е.
Напредак у познавању грађе срца учинили су сандријски анатоми од 4. до 3. века пре нове ере. Еразистрат је схватио да је срце пумпа која по механичким принципима тера крв у крвне судове и вене, а не центар осећања.
Александријски анатоми су први описали залиске аорте и плућне артерије и донекле објаснили функције папиларних снопова.
Гален (129—199) дошао је до закључка да је срце покретач крви, која се креће кроз крвне судове, и добро познавао срчане коморе, перикард, срчане залиске, коронарне артерије и форамен овале. Галеново учење о срцу примењивано је све до 16. века.
Познавању структуре срца велики допринос дали су средњовековни физиолози и научници; Ибн ан-Нафис (који је открио плућну циркулацију), А. Касалпино (који је први наслутио кретање крви кроз тело), Леонардо да Винчи (који је изучавао механичку функцију залистака) и Андреас Везалијус који је детаљно описао морфологију срца и изразио сумњу у исправност Галенове теорије о пропустљивости срчане преграде. Овај пионирски корак који је учинио Везалијус, у доба када је требало прећи преко свих предрасуда, није био нимало лак, али је имао велики значај за изучавање анатомије, па и анатомије срца у будућности.
Преокрет у познавању улоге срца насто је открићем великог крвотока од стране енглеског лекара Вилијама Харвија (1578—1657) који је експериментално доказао да је срце пумпа која по принципима термодинамике гура крв у велике артерије, прихвата крв који се у њега враћа из вена и тако својим ритмичким стезањем и растезањем одржава сталну циркулацију крви у организму.

## Анатомија срца
Срце је шупљи мишићни орган конусног облика, смештен у средогруђу између плућа. Затворено у перикарду, срце је у грудима косо постављено иза тела грудне кости и делова суседних грудних хрскавица, више у левој него на десној половини грудне шупљине, тако да се око једна трећина срца налази са десне, а две трећине са леве стране средишње равни тела.
На срцу се разликују база, врх, две површине и два руба. База срца (лат. basis cordis) је шири део срца, усмерен према горе, десно и назад, а врх срца (лат. apex cordis) усмерен је према доле, лево и напред. Уздужна ос срца спаја средину базе и врх, а протеже се укосо од горе, десно и позади према доле, лево и напред. Срце има предњу или грудноребарну површину (лат. facies sternocostalis) и задњу или дијафрагмалну површину (лат. facies diaphragmatica). Десни руб срца (лат. margo dexter) који је оштар, и лева ивица срца која је заобљена, описују се као трећа површина или плућна страна (лат. facies pulmonalis) срца.
Срце је главни и централни орган циркулаторног система. На бази срца налазе се три велика крвна суда који заједно обликују круну срца (лат. corona cordis). Здесна налево, то су: горња шупља вена, трункус пулмоналисис и аорта.
Шупљина срца подељена је на: десну и леву преткомору (лат. atrium dexter et sinister), те десну и леву комору (лат. ventriculus dexter et sinister). Срчана преграда (лат. septum atrioventricularis), раздваја десну од леве стране срца. Део преграде између обе преткоморе назива се међупреткоморна преграда (лат. septum interatriale), а део преграде између обе коморе назива се међукоморна преграда (лат. septum interventriculare). Преткоморе заузимају шири део срца уз базу, а коморе чине доњи ужи део уз врх срца. Врх срца припада левој комори.
Срце је, физиолошки гледано, са својим коморама и преткоморама, двострука мишићна пумпа која прима крв из целог организма и након оксигенације у плућима, пумпа је по целом организму. На тај начин срце својом активношћу покреће циркулацију крви у крвним судовима великог и малог крвотока.
Крв сакупљена са периферије венским системом доспева у десну преткомору, а потом прелази у десну комору из које наставља пут кроз плућа и његову циркулацију. Дакле десна страна срца садржи венску крв коју пумпа кроз мали (плућни) крвоток.
Артеријска крв (кисеоником обогаћена и од угљен-диоксида и других гасова „ослобођена“) из плућа прво доспева у леву преткомору, затим у леву комору која потом крв потискује у аорту. Дакле лева страна срца садржи артеријску крв коју пумпа у артеријски систем, односно покреће циркулацију крви кроз велики крвоток.

### Величина
Основни параметри величине срца одрасле особе (према Гајтоновој „Медицинској физиологији“) приказани су на овој табели:
| Неки кључни параметри људског срца(средње вредности) | Неки кључни параметри људског срца(средње вредности)                         |
| ---------------------------------------------------- | ---------------------------------------------------------------------------- |
| Величина срца                                        | дужина 12 cm, ширина 8-9 cm, дебљина 6 cm                                    |
| Маса срца                                            | ~300 g (мушкарци-280-350 g, жене 230-280 g)                                  |
| Ударни волумен срца                                  | 70 cm³                                                                       |
| Срчани излаз у мировању                              | ~ 5,0 lit/min (мушкарци - 5,6 lit/min, жене - 4,9 lit/min)                   |
| Срчани излаз у великом напору                        | 20–25 lit/min                                                                |
| Рад                                                  | 0,8 џула (лева комора) 0,16 џула (десна комора) 100.000 џула дневно (укупно) |

Здраво срце је тешко око 0,5% укупне телесне маса или у просеку од 250 до 350 грама. Тежина срца варира од особе до особе, и у мушкарца је од 280 до 340 грама, а у жена од 230 до 280 грама.
Након рођења заједно са осталим органима срце наставља да расте у величини и тежини све до краја периода раста, с тим што је раст срца више изражен код мушкараца него код жена.
Срце, изложено дуготрајном физичком оптерећењу (нпр код спортиста) или у току кардиоваскуларних болести, може увећати своју мишићну масу (тежину). Увећање срчане масе изнад 500 грама (тзв. критична тежина срца), може изазвати поремећаје у раду срца због неадекватног снабдевања срца кисеоником, као последице несклада у развоју срчаних (коронарних) артерија које се не увећавају у истој мери са срчаним мишићем.
Супротно ранијим претпоставкама, човек у току свог живота, обнавља ћелија срчаног мишића, али само у ограниченој мери. У узрасту од 25 година, годишња регенерација ћелија срчаног мишића је око један одсто, да би до 75 године она пала на 0,45%..

### Границе
Скелетотопски описују се следеће спољне границе срца, или његове пројекције, на предњем (прсном) зиду грудног коша.
- Горња граница је водоравна линија у нивоу другог међухондралног простора.
- Доња граница је хоризонтална линија која пролази границом трупа и ксифостилоидног наставка грудне кости, тако да врх срца лежи у петом међуребарном простору прст унутар медиоклавикуларне линије.
- Десна граница је вертикална линија удаљена два до три сантиметра од десне ивице грудне кости.
- Лева граница је коса линија која се спушта од другог левог међухондралног простора до петог левог међуребарног простора, за прст медијално (унутра) од медиоклавикуларне или до врха срца.[27]

У односу на кичмени стуб срце је смештено од петог до деветог грудног пршљена. Међукоморна преграда смештена је скоро чеоно.
У оквирима ових граница срца важност има и пројекција појединих срчаних ушћа, не толико за анатомију, колико за дијагностику. Практично, значење ових места огледа се у аускултацији појединих ушћа (приказаних на слици десно) као што су:
- М — ушће дволисног залиска слуша у левом петом међуребарном простору близу грудне кости,
- Т — ушће тролисног залиска слуша се у подручју врха срца,
- Р — ушће плућног залиска слуша се у левом другом међуребарном простору близу грудне кости
- А — ушће аорталног залиска слуша се у десном другом међуребарном простору близу грудне кости

## Положај
Срце је смештено асиметрично у средњем и доњем делу средогруђа (лат. mediastinum) грудног коша, готово увек с леве стране, између унутрашњих, страна левог и десног плућног крила, иза доње половине грудне кости и суседних ребарних хрскавица, а испред грудног дела кичменог стуба, аорте и једњака.
Срце има облик неправилне тростране пирамиде, са уздужном осовином нагнутом у сагиталној равни 40°, чија је база (лат. basis cordis) окренута навише, удесно и уназад а врх је усмерен надоле, улево и напред. На срцу разликујемо три стране, две ивице, базу и врх.
Стране срца
- Предња страна срца (лат. facies sternocostalis cordis) је окренута према грудној кости и ребрима па се због тога зове грудно-ребарна страна. Њени периферни делови су непосредном односу са средогрудном (медијастиналном) плућном марамицом и плућима, док је средишњи део грудноребарне површине у директном односу са грудном кости и ребрима. Тај део површине срца одговара површини 4. и 5. левог међухрскавичног простора (простор између хрскавица 4, 5. и 6. ребра).
- Лева страна срца (лат. facies pulmonalis) је најмања и належе на лево плућно крило. Десни руб срца који је оштар, и лева ивица срца која је заобљена, ограничавају ову страну срца.
- Доња-задња страна срца (лат. facies diaphragmatica cordis) належе на пречагу (дијафрагму). Она се пружа косо надоле и мало уназад, образује је комора срца, која належе на централну тетиву и мали део левог мишићног дела пречаге. Од базе срца одвојен од базе до задњег дела коронарних сулкуса, а прешао је укосо од бочних уздужних сулкуса. Са задње стране срца налази се једњак.

Ивице срца
- Десна ивица срца  (лат. margo acutus cordis) у односу је са средогрудном (медијастиналном) плућном марамицом десног плућног крила. Формира се изнад десне преткоморе и пружа до испод десне коморе. Њен горњи део заобилази преткомору и, скоро вертикално, налази се иза треће, четврте, пете десне ребарне хрскавице око 1,25 cm од ивице грудне кости.
- Лева горња и лева доња ивица је краћа, и заобљена: налази се се углавном око леве коморе, али и незнатним делом, изнад, и поред леве преткоморе. Она се протеже од тачке у другом левом међуребарном простору, око 2,5 mm од ивице грудне кости, косо надоле, конвексно са леве стране, све до врха срца.

Врх срца
Врх срца (лат. apex cordis) припада већим делом левој срчаној комори. Једним делом належе на дијафрагму а другим је у контакту са предњим зидом грудног коша у нивоу 5. левог међуребарнога простора за ширину прста унутра од медиоклавикуларне линије (вертикалне линије која на предњој страни грудног коша, пролази средином кључне кости).
База срца
База срца (лат. basis cordis) је део срца на којем се налазе велики крвни судови који излазе из срчаних шупљина или улазе у њих и граде срчану круну (лат. corona cordis).
Са спољне стране преткоморе од комора одваја добро видљива бразда на предњој страни (лат. sulcus coronarius) срца у којој леже коронарне артерије.
База срца, усмерена је навише, уназад, а на десној страни, је одвојен од петог, шестог, седмог и осмог грудног пршљена до једњака, аортом, и грудним каналом. Углавном је формира леве преткомора, и, у мањој мери, на њеном задњем делу десна преткомора. Донекле четвороугаоног облика, она је у вези; са бифуркацијом плућне артерије изнад, а испод је омеђена задњим делом коронарног сулкуса, са коронарним синусом. Десно је ограничена сулкусаом терминалис десне преткоморе, а на левој страни лигаментом леве шупље вене и косе вене леве преткоморе. Четири плућне вене, по две на обе стране, отворити за леву преткомору, горње шупље вене која се улива у горњи и доње шупље вене која се улива у доњи део десне преткоморе.

### Грађа
Срце изграђују три слоја; епикард, миокард и ендокард:
Епикард
Епикард (лат. epicardium) је висцерални лист перикарда и поседује целомни епител и све серозне опне. Испод епитела налази се везивно и масно ткиво, које је најдебље у срчаној бразди, која одваја преткоморе од комора (sulcus coronaris). Он пресвлачи и велике артерије које излазе из срца. У субепителном масном ткиву (које се увећава са старењем) налазе се артерије и вене срца, као и живци и лимфни судови.
Ово ткиво има заштитну функцију срца. Епикард производи перикардијалну течност која олакшава кретање срца у срчаној кеси. За време контракције комора, талас деполаризације се креће од ендокарда ка епикарду
Ендокард
Ендокард (лат. endocardium) је омотач који изнутра прекрива срчане шупљине и све избочине и формације које се ту налазе. Површина ендокарда може бити глатка и равна, или избочена у облику гредица које се називају трабекуле лат. trabeculae carneae. У нивоу ушћа ендокард се избочује у дупликатуре, облика листића или полумесечасте залиске (лат. valvula semilunaris). Ти листићи обликују и залиске на атриовентрикуларним ушћима.
Ендокард се састоји од ендотела, субендотелног везивног ткива и мишићно-еластичног слоја (глатке мишићне ћелије). Ендокард са мишићницом срца, (миокард), спаја субендокардијално везивно ткиво у којем се могу видети велике, светле Пуркињеове ћелије које припадају спроводној мускулатури срца.
Миокард
Миокард или срчани мишић (лат. myocardium) срца састоји се од посебних грађених попречно-пругастих мишићних влакана, која су дебља у подручју комора, а тања у подручју преткомора, и од специфичне спроводне срчане мускулатуре. Попречно пругаста мускулатура срца назива се и срчани скелет. У ендомизију се налази велики број крвних капилара.
Мишићи обе коморе су добро развијени с тим да су мишићи леве коморе јаче развијена и најдебљи када се гледа на попречном пресеку. Разлог за то је што лева комора пумпа крв у системски крвоток где је притисак много већи, за разлику од десне коморе која пумпа крв у плућни крвоток,
Срчани скелет
Скелет срца чине четири везивна прстена који се налазе у бази комора и образују скелет срчаних ушћа. Два прстена окружују десно и лево атриовентрикуларно ушће, а два прстена окружују аортално ушће и ушће плућног трункуса. На тим прстеновима су и хватишта мишићних влакана миокарда преткомора и комора којима ти прстенови потпуно раздвајају та два миокарда.

### Унутрашњост
Срце је шупаљ попречно-пругасти мишић, који се може поделити на десну венску и леву артеријску половину. Свака половина састављена је из две шупљине: преткоморе и коморе. Лева и десна преткоморе или атријуми (лат. atrium dextrum et atrium sinistrum) и лева и десна комора или вентрикули (лат. ventriculus dexter et ventriculus sinister), међусобно су одвојене коморном и међукорном преградом, зидом - септумом, који спречава мешање крви левог и десног срца. Део зида који дели десну и леву преткомору зове се интератријални септум (лат. septum intratriale). Део који дели десну и леву комору зове се интервентрикулни септум (лат. septum intraventriculre), и састоји се од доњег мускуларног дела и горњег око 8 мм широког танког мембранозног дела. Преткоморе и коморе на левој страни срца чине лево срце, а преткоморе и коморе на десној страни десно срце.

#### Десна преткомора
У десну преткомору уливају се горња шупља вена (лат. v. cava superior) и доња шупља вена (лат. v. cava inferior). С обзиром да се горња шупља вена улива у десну преткомору са горње стране, а доња шупља вена са доње стране, вертикални пречник десне преткоморе у том делу је најдужи.
Испред и испод ушћа доње шупље вене улива се коронарни синус (лат. -{sinus 
coronarius}-).
Горња шупља вена доводи крв из главе, врата, обе руке и грудне шупљине. Доња шупља вена доводи крв из трбушне и карличне дупље и обе ноге. Коронарни синус доводи крв из срчаних вена. Тако се у десној преткомори сакупља целокупна венска крв из тела.
Зид десне преткоморе је највећим делом гладак и раван, изузев у предњем издвојеном делу који се назива десна аурикула (лат. auricula dextra). На зиду аурикуле налазе се бројни мишићни гребени (лат. trabeculae carneae).
На левом зиду десне преткоморе који образује преткоморну преграду (сепатум), налази се овално удубљење (лат. (fossa ovalis), које представља остатак феталног отвора између преткомора.
Током систоле из десне преткоморе крв се потискује кроз десно атриовентрикуларно ушће (лат. ostium atrioventriculare dextrum) у десну комору. Залистак десног преткоморско-коморског или атриовентрикуларног ушћа (лат. valvula atrioventricularis dextra или (лат. valvula tricuspidalis) образују три листића; предњи, задњи и септални.

#### Лева преткомора
У леву преткомору уливају се четири плућне вене (лат. venae pulmonales). По две вене доводе артеријску крв из сваког плућног крила. Најдужи пречник ове шупљине је попречан што одговара смеру плућних вена.
Зид леве преткоморе је глатка и равна изузев у предњем издвојеном делу који се назива аурикула (лат. auricula sinistra). Лева аурикула садржи (лат. trabeculae carneae).
Крв из леве преткоморе потискује се кроз лево атриовентрикуларно ушће (лат. ostium atrioventriculare sinistrum) у леву комору. Залистак левог атриовентрикуларног ушћа (лат. valva atrioventricularis sinistra или valva bicuspidalis ili valva mitralis) образују два листића; предњи и задњи (лат. cuspis anterior et posterior).
- Срчане шупљине
- Десна страна срца
- Лева страна срца
- Срчана преграда комора

#### Десна комора
Десна комора има облик тростране пирамиде којој је база окренута према преткомори, а врх према врху срца. Попречни пресек ове шупљине је троугласт. Леви зид се избочује у шупљину, и образује међукоморну преграду. На бази десне коморе налазе се два отвора: десно преткоморно-коморно или атриовентрикуларно ушће, које лежи десно и ушће плућног стабла који лежи лево.
Део коморе који је испод преткоморно-коморно или атриовентрикуларног ушћа означен је као улазни део, јер у њега крв улази из преткоморе. На зиду улазног дела налазе се трабекуле, (лат. trabeculae carneae). Део комора испод плућног ушћа назива се излазни део, јер кроз њега крв одлази у тај крвни суд. Зид излазног дела је гладак.
У десној комори присутна су три папиларна мишића, од којих је најразвијенији предњи папиларни мишић (лат. m. papillaris anterior). Он излази из предњег зида коморе и шаље тендинозне хорде (лат. chordae tendineae) на предњи и задњи листић тролистог залиска.
Крв из десне коморе потискује се током систоле кроз десно артеријско ушће (лат. ostium trunci pulmonalis) у плућну артерију, (лат. truncus pulmonalis).
Десно артеријско ушће, (лат. valva trunci pulmonalis) образују три полумесечаста залиска.

#### Лева комора
Лева комора има облик купе. База комора је окренута према преткомори, а врх се подудара са врхом срца. Попречни пресек леве коморе је округао. Мишићи леве комора су изражено дебели, и дебљи су од зида десне коморе. Десни зид образује срчану међукоморну преграду која претежно образује мускулатуру леве коморе и има већу дебљину (лат. pars muscularis). Мањи (мембранозни) део међукоморне преграде је танак и не садржи мишићна влакна, (лат. pars membranacea).
На бази леве коморе налазе се лево атриовентрикуларно ушће које лежи лево и аортно ушће које лежи десно. На левој комори такође се разликује улазни део који носи назив лат. trabeculae carneae и излазни део који је глатких зидова.

### Срчана ушћа
Преткоморно-коморна ушћа
Срчана ушћа су отвори помоћу којих преткоморе комуницирају са коморама. На овим ушћима се налази валвуларни апарат (срчани залисци), који спречавају враћање крви из комора у преткоморе. На десном преткоморно-коморном ушћу је тролисни (трикуспидални) залистак лат. valvula tricuspidalis, а на левој дволисни (митрални) залистак (лат. valvula mitralis).
Тролисни залистак
Трикуспидална валвула или тролисни залистак (лат. valvula tricuspidalis), регулише проток крви између десне преткоморе и десне коморе. Састоји се од три листића; предњег (А) задњег (P) и септалног (S), Септални залистак је најмањи, и повезан је са кратким хордама уз преградни зид, и одговарајући папиларни мишић. Предњи и задњи залисци су већи. Броју залистака одговара и број папиларних мишића (предњи, септални и задњи папиларни мишић)
Дволисни залистак
Дволисни залистак који због сличности са бискуповом митром носи назив митрална валвула (лат. valvula mitralis), омогућава кисеоником обогаћеној крви да из плућа преко леве преткоморе пређе у леву комору. Састоји се од два залиска; једног вентралног или аортног (А1,2,3) и једног задњег  (P1,2,3) и два припадајућа папиларна мишића лат. mm. papillares).
Артеријска ушћа
Отвори на артеријским ушћима тј аорти - аортни залистак и плућној артерији - плућни залистак (полумесечасти залисци) су творевине преко којих лева и десна комора комуницирај са плућном артеријом и аортом. Ова два залиска спречавају враћање крви из аорте и плућне артерије у леву односно десну комору. На овим ушћима се налазе по три полумесечаста (семинуларна) залиска, који формирају препреке у облику „ластиног гнезда“ и које у дијастоли крв у аорти, односно плућној артерији, рашири у виду „џепа“ што спречава повратак истиснуте крви у срчане коморе.
Аортни залистак
Лево артеријско ушће са аортним залиском је отвор преко кога лева комора комуницира са аортом, и омогућава кисеоником обогаћеној крви да из леве коморе уђе, у највећи крвни суд у телу, аорту Састоји се од три полумесачаста листића, која се означавају (LCC, RCC, NCC).
Плућни залистак
Десно артеријско ушће са плућним залиском је отвор преко кога десна комора комуницира са плућном артеријом. Она омогућава регулацију протока крви из десне коморе у плућне артерије. Кроз њега протиче крв која се у плућима обогаћује кисеоником. Плућни залистак, састоји од три полумесечаста листића, који се означавају (АC, LC, RC).
Ушћа горње и доње шупље вене
На горњој страни десне преткоморе налази се ушће горње шупље вене (лат. ostium v. cavae superioris), а на доњој ушће доње шупље вене (лат. ostium v. cavae inferioris) и веначног (коронарног) синуса.
Ушћа плућних вена
На задњем зиду леве преткоморе налазе се четири ушћа плућних вена (лат. vv. pulmonales sinistra et vv. pulmonales dextra).
- Срчана ушћа
- База срца, гледано одозго
- Тродимензионални ехокардиограм врха срца и срчаних залистака
- База срчаних комора након уклањања преткомора

#### Механизам затварања срчаних ушћа
Залисци затварају односно отварају ушћа у одређеној фази срчане акције. Фаза пуњења крвљу назива се дијастола, а фаза контракције срчаног мишића и пражњење шупљине назива се систола.
У фази дијастоле преткоморе, комора је у фази систоле. Тада су тролисни залистак и дволисни залистак на преткоморско-коморским ушћима затворене, а плућни залисци и аортни залистак на артеријским ушћима отворене и комора се празни.
У фази систоле преткомора, комора је у фази дијастоле. У том су тренутку тролисни залистак и дволисни залистак отворене, а плућни залистак и аортни залистак затворени и комора се пуни крвљу.
Срчано пумпање је производ ритмичке контракције и опуштања срчаног мишића, који се назива миокардијум. При контракцији зида преткомора или комора, зид се помера унутар срца и потискује крв у коморе. Овај притисак течности унутар комора приморава крв да напусти срце, и мишићи који чине зид преткоморе или коморе се опуштају и примају нову количину крви. Мишићи зидова комора су дебљи, јер за разлику од преткомора (које морају да усмере крв до комора), коморе усмеравају крв до свих органа у организму, од најближих до најдаљих, и зато морају да имају већу масу како би остварили већу снагу пумпања.
Такође, мишићни зид леве коморе је дебљи од десне, јер десна комора пумпа крв само у плућа, док лева комора пумпа крв у остатак организма. Преткоморе и коморе са обе стране срца (леве и десне) су одвојене преткоморско-коморским залисцима. Улога ових залистака је да контролишу ток крви, тј. регулишу проток крв тако да она тече из преткоморе у комору, а никако у обрнутом смеру, из коморе у преткомору. Преткоморско-коморски залисци се отварају и затварају као резултат цикличних промена притиска са сваким откуцајем срца. Када је притисак у преткомори виши од оног у комори, залистак се отвори, у супротном залистак је затворен.

## Циркулаторни систем и срце
Циркулаторни систем органа код човека је затвореног типа и чине га: крв, крвни судови и срце; лимфа, лимфни судови и лимфне жлезде. Овај систем организму омогућује размену кисеоника, хранљивих материја и у њега се излучују продукти размене материја из ћелија и ткива.
Циркулаторни систем се састоји од два подсистема, плућног (мали крвоток) и системског (велики крвоток) циркулаторног круга. Плућни круг обухвата све крвне судове у плућима и крвне судове који спајају плућа и срце. Системски круг обухвата све остале крвне судове и органе у организму. Главна разлика између ових циркулаторних подсистема је у саставу крви која пролази кроз њих.
Десно срце снабдева крвљу плућни циркулаторни кругу, док лево срце снабдева крвљу системски циркулаторни круг. Крв ова два подсистема се никад не меша (осим код дефекта преграде срца). Оба подсистема се састоје од великог броја капилара који чине мрежу крвних судова у којима се одвија размена молекула.
За крв која напусти плућне капиларе кажемо да је оксидована, јер је пуна молекула кисеоника, која се путем васкулаторног система транспортује до органа. У органима долази до размена материје, тј. кисеоник из „свеже“ крви се размени за угљен диоскид, од којег ћелије морају да се ослободе. Крв која носи угљендиоксид, назива се деоксидована крв, и транспортује се путем системског циркулаторног круга. У дијаграмима, ове две крве су обојене плавом (за ону која носи угљендиоксид) и црвеном (за ону која носи кисеоник).
Путања којом се крв транспортује и обиђе цео један круг унутар организма је следећа:
1. Лева комора пумпа кисеоником обогаћену крв у аорту и артерије која транспортује крв у капиларе свих органа и ткива у системском циркулаторном кругу.
2. Крв која на нивоу ткива постане деоксидована (осиромашена кисеоником) у системском циркулаторном кругу венским системом путује натраг у срце и у њега се улива путем горње и доње шупље вене у десну преткомору. Горња шупља вена је одговорна за прикупљање крви из органа изнад дијафрагме, док је доња шупља вена одговорна за прикупљање крви из органа испод дијафрагме.
3. Из десне преткоморе крв отиче кроз тролисни залистак до десне коморе.
4. Десна комора пумпа крв у плућне артерије, које даље кроз плућа спроводе деоксидовану крв. Плућне артерије су једине артерије у организму човека које спроводе деоксидовану крв.
5. У плућима долази до размене материја, тј „стара“ деоксидована крв врши размену угљен-диоксид-а за кисеоник, и постаје оксидована крв, обогаћена кисоником, која затим путује плућним венама до леве преткоморе.
6. Из леве преткоморе, крв отиче кроз дволисни залистак и долази у леву комору, одакле поново започиње већ описани пут кретања крви.

## Срчана (коронарна) циркулација
Како је срчани мишић (миокард) пумпа која непрестано ради, од велике је важности да буде стално снабдевена довољном количином крви. Крв која испуњава срчане шупљине припада функционалном крвотоку и не може исхрањивати зидове срца. Зато мишићни систем срца поседује посебан крвоток или срчану (коронарну) циркулацију која се састоји од артерија, артериола, капилара, венула и вена. На срчану циркулацију отпада око 5 до 10% минутног волумена срца, што обезбеђује проток кроз срчане крвне судове од 250 до 350 см³ крви у минути, за време мировања. Ова количина (волумен) крви назива се коронарни проток, који у току напорног мишићног рада може да се увећа за 4 до 5 пута.
Нормална коронарна циркулација је главни предуслов за правилан и несметан рад срца. Срчану (коронарну) циркулација чини артеријски и венски систем крвних судова.

### Артеријски систем срца
Артеријски систем срца чине десна и лева срчана (коронарна) артерија (лат. a. coronaria dextra et sinistra). Ове артерије са на својим крајевима гранају у артериоле. Артериоле се затим гранају у велики број капилара.
Срчане артерије излазе из почетног дела узлазне аорте, из Валсалвиних синуса полумесечастих листића аортних залистака. Број срчаних артерија може изузетно варирати; тако нпр. циркумфлексна грана (лат. ramus circumflexus) леве срчане гране може формирати засебну артерију из левог синуса уз отвор за леву срчану артерију.
Лева срчана (коронарна) артерија
Лева коронарна артерија излази из левог синуса аортног ушћа и прошавши субперикардијално између плућне артерије и леве аурикуле протеже се кроз коронарни жлеб према лево, и на предњој страни срца дели се на:
- Предњу међукоморну грану, која се протеже кроз истоимену бразду на предњој страни срца
- Циркумфлексну грану, која наставља кроз коронарну бразду и пружа се према позади обилазећи плућну површину срца.[35]

Лева срчана артерија исхрањује леву преткомору и леву комору, препредњи папиларни мишић у десној комори, мали део десне коморе плућни конус, део срчане преграде и предњи зид десне коморе.
Десна срчана (коронарна) артерија
Десна коронарна артерија излази из десног синуса аорталног ушћа, затим се након прелаза субперикардијално кроз коронарни жлеб пружа удесно, обилази десну ивицу срца, између плућне артерије и десне аурикуле, те се на предњој површини срца грана. Највећи огранак је задња међукоморна грана (лат. ramus interventricularis posterior) која се протеже кроз задњу међукоморну бразду на задњој страни до врха срца.
Десна срчана артерија исхрањује десну преткомору и комору, Кејт-Флаков чвор (енгл. Keith-Flack node) задњи део срчане преграде, задњи папиларни мишић у левој комори и задњу страну леве коморе и булбус аорте.

### Венски систем срца
Већим делом се срчане вене (лат. venae cordis) уливају у сабирну цистерну или коронарни синус (лат. sinus coronarius) која се налази у задњем делу срчане бразде. Коронарни синус се улива у десну преткомору. На његовом ушћу налази се залистак (валвула) сабирне цистерне. У области тупог срчаног руба у њу се улива велика срчана вена (лат. v. cordis magna), као и читав низ притока.
Велика срчана вена полази од врха срца и иде кроз предњу међукоморну бразду и улази у област коронарне бразде у коронарном синусу. Са задње стране крв скупља (лат. v.interventricularis posterior) која пролази кроз истоимену бразду. У области леве преткоморе формира се (лат. v. obliqua atrii sinistri Marschall), остатак Кувиеровог дуктуса. Постоје и читав низ сасвим малих срчаних вена (лат. vv. cordis minimae Thebesii) које се директно уливају у десну преткомору и десну комору.

### Поремећај (оштећење) функција срчане циркулације
Поремећај (оштећење) функција срчане (коронарне) циркулације доводи до срчане исхемије, ангине пекторис и смањених способности миокарда. Поремећаји најчешће настају као последица стварања атеросклеротског плака у коронарним артеријама, стварајући регионалне поремећаје протока крви кроз крвне судове срца. Прецизније, кад год коронарни проток падне испод онога који је потребан да задовољи метаболичке потребе срчаног мишића настаје исхемија срца; најчешће праћена инсуфицијенцијом срца, променама у електричној активности спроводног система срца (нпр фибрилација комора), инфарктом миокарда итд. За разлику од срчаних артерија срчане вене су обично без атеросклеротских плакова.

## Спроводни систем срца
Срце је мишићна пумпа која својом ритмичком контрактилном активношћу омогућава стални проток крви кроз циркулаторни систем и све органе и ткива. Срце ради самостално (аутоматски) јер има ћелије које имају посебну улогу у стварању и преносу импулса, у које спадају. ;
- Ћелије сопственог специфичног аутономног система за стварање и спровођење импулса,
- Ћелије радне мускулатуре миокарда преткомора и комора

Ћелије специфичног аутономног система
Ћелије специфичног аутономног система се одликују тиме да могу да стварају и преносе импулсе. Овај систем чини спроводна мускулатура срца, која је по грађи слична ћелијама радне мускулатуре. Разлика је у; боји која је светлија од ћелија радне мускулатуре, величини која је нешто мање (око 10 μ) и што мањем броју миофибрила.
У овом систему (хистолошки) издвајају се три типа ћелија: П-ћелије (pale- бледе), прелазне и Пуркињејеве ћелије.
- П-ћелије се налазе у средишњем делу синусног чвора или атриовентрикуларном чвору у нешто мањем броју. Око ових ћелија нађени су нервни завршеци и сматра се да би П-ћелије могле бити главни ствараоци импулса, јер активност атриовентрикуларног чвора може бити упливисана импулсима вегетативног (симпатичког и парасимпатичког) система
- Прелазне ћелије које се налазе око П-ћелија. Оне највероватније немају велику моћ у стварању импулса и њихова улога састоји се више у преношењу импулса од П-ћелија на Пуркинњејеве ћелије
- Пуркињејеве ћелије су најбројније. Оне се налазе у маргиналним деловима синусног чвора и чине везу са ћелијама радне мускулатуре преткомора. Пуркињејевих ћелије има у конвексном делу атриовентрикуларног чвора, где примају импулсе са преткомора, затим у атриовентрикуларном чвору, посебно на прелазу атривентрикуларног чвора у Хисовом снопу, у самом Хисовом снопу и његовим гранама, све до ћелија радне мускулатуре комора.

Ћелије радне мускулатуре миокарда преткомора и комора
Ћелије радне мускулатуре миокарда преткомора и комора су знатно веће око (50-100 μ) и састављене су из многобројних миофибрила, а ове из саркомера у којима се налазе основне контрактилне структуре. У свакој саркомери постоји хексагонални распоред миозинских и актинских нити, које су, док је ћелија у стању мировања, одвојене. При активацији мишићне ћелије долази до споја актина и миозина у актиномиозин, који доводи до скраћења (контракције) саркомере и развоја механичке силе (притиска) унутар мишићних ћелија и мишићних влакана. По завршеној контракцији, актиномиозин се раздваја у актинска и миозинска влакна.
Током напред наведених активности долази до утошка одговарајуће енергије, која се највећим делом ствара из АТП и креатинин-фосфата (око 85 до 90%), а мањим делом из гликогена.

### Стварање и спровођење импулса
Спроводни систем срца има улогу стварања и провођења нервних надражаја који су одговорни за ритмичку контракцију срца, у току које се прво контрахују обе преткоморе, а потом и обе коморе. Он се састоји од два система: синус-атријалног (преткоморског система) и атриовентрикуларни систем (коморског систем), који су у међусобној вези.
- Спроводни систем срца
- Шематизован приказ Хисовог снопа
- Спроводни систем срца (види легенду)
- Кретање електричних импулса кроз срце и њихова регистрација на ЕКГ

Легенда: 1. Кејт - Флаков чвор, 2. Ашоф-Таварин чвор, 3. Хисов (АВ) сноп, 4. Леви крак Хисовог снопа, 5. Предња лева грана,
 6. Задња лева грана, 7. Лева комора, 8. Међукоморна преграда, 9. Десна комора, 10. Десни крак Хисовог снопа
Сину-атријални систем
Сину-атријални део образује истоимени преткоморни чвор, синусни чвор, односно Кејт - Флаков чвор (енгл. Keith - Flack), који се налази у лумену десне преткоморе, и лежи између горње шупље вене и десног увастог наставка (десне аурикуле). Сноп овог чвора је дугачак 1 см а широк 3 см, и протеже се дуж терминалног гребена срца до доње шупље вене.
Сину-атријални чвор је предводник рада срца, из кога се импулси прво шире кроз зид десне а затим и леве преткоморе. У овом чвору, у ритму од 60-80 откуцаја у минути, јављају се импулси који изазивају контракцију миокарда преткомора. На тај начин настаје систола преткомора.
Акциони потенцијал ћелија синусног чвора је мали (око 60 мВ) и одликују се заобљеним врхом. Током друге фазе (споре реполаризације) нема платоа, већ одмах настаје силазећи, десцендентни крак, тако да се друга и трећа фаза манифестује једном силазећом линијом. У ствари одмах по извршеној деполаризацији ћелија, настаје реполаризација ћелија синусног чвора. Током четврте фазе у ћелијама синусног чвора долази до спонтаног раста електричног потенцијала по једног критичног нивоа, који доводи до аутоматске активације ћелија (аутоматска деполаризација). Уколико критични ниво настаје нагло, брзо (нагиб постаје стрмији), уколико је аутоматизам у стварању импулса бржи и срчана фреквенција већа. Спорији развој критичног нивоа, праћен је споријом срчаном фреквенцијом.
Импулс који полази из синусног чвора шири се попут концентричних таласа кроз средишне делове миокарда преткомора брзином од 1 м/сек. деполаришући најпре миокард десне, а затим и леве преткоморе. Ова активација миокарда преткомора одвија се током 0,06 до 0.15 сец. (просечно 0,09 до 0,11 сек) и манифестује се таласом П на ЕКГ.
Атриовентрикуларни систем
Импулс настао у преткоморама преноси се у коморе преко преткоморно-коморног (атрио-вентрикуларног) дела спроводног система, који сачињавају преткоморно-коморни или атриовентрикуларни чвор (АВ чвор), односно преткоморно-коморни чвор или Ашоф-Таварин чвор (енгл. Aschoff - Tawara) који се налази у нивоу десног преткоморно-коморног (атриовентрикуларног) ушћа и преткоморно-коморног снопа или Хисовог снопа који директно започиње од овог чвора. Атриовентрикуларни чвор, у одрасле особе је величине од 2 до 3 мм у ширину и 5 до 6 мм у дужину. Дебљина му је око 0,75 до 1 мм, а његове везе улазе у миокард десне и леве преткоморе и са Хисовим снопом чине основни контакт, који има посебна својства у систему спровођења импулса са преткомора на коморе.
Хисов сноп представља једину директну везу миокарда преткомора са миокардом комора. Полази од атриовентрикуларног чвора према наниже и протеже се кроз мембранозни део међукоморне преграде. На горњем крају међукоморне преграде дели се на два крака, леви и десни. Оба крака протежу се кроз међукоморну преграду до врха срца, где се гранају у зиду комора, све до завршних Пуркинијевих влакана.
Нервни импулси прво стижу у папиларне мишиће, који се зато први контрахују а потом следи контракција миокарда комора. Контракција миокарда започиње у подручју врха срца и шири се према бази комора.
Блокадом тог чвора неће уследити систола комора после систоле преткомора. У том случају у многим ћелијама у миокарду комора појавиће се неконтролисано и спонтано стварање нових нервних импулса што доводи до неправилног рада или фибрилације комора.

## Ембрионални развој
Зачеци срца и циркулаторног система човека уочавају се средином треће недеље ембрионалног развоја. Рани развој срца је неопходан јер ембрион веома брзо расте и не може више да се развија само уз помоћу дифузије хранљивих материја и кисеоника.
Кардиоваскуларни систем углавном потиче од:
- Спланхничког мезодерма, који даје зачетак срца
- Параксијалног и латералног мезодерма у околини отичких плакода
- Ћелија неуралне кресте, пореклом из региона између отичких везикула, као и каудалног краја трећег пара сомита.[45]

Првобитни крвни судови поседују зид сачињен само од ендотела (примарни зид), коме се касније придодају околни везивноткивни и глатко - мишићни елементи дајући секундарни зид. У почетним фазама је овај систем обострано симетричан, а касније се та симетрија губи. Крв почиње да циркулише кроз крвне судове кардиоваскуларног система у четвртој недељи.

### Развој срца
Срце се развија из мезенхима у подручју вентролатералне стране кранијалног дела примитивног црева. У трећој недељи развоја формирају се од мезехимних ћелија две уздужно постављене цевчице, које дају основу за ендокард. Истовремено са формирањем тих цевчица задебљавају висцерални листови бочних плоча у њиховом делу, па се из тог задебљања развија миокард и епикард.
У даљем развоју парна основа ендокарда у облику цевчице помера се према средини и спаја у једну цев.
Првобитни миокард и епикард потпуно окружују ендокардијалну цевчицу. Миокард и епикард повезују ендокардијалну цевчицу са првобитном перикардијалном дупљом уз помоћу дорзалног мезокардијума (лат. mesocardium dorsale) Стим у вези основа миокарда и епикарда обухватају читаву основу ендокарда и одвајају се од висцералних листова бочних плоча. Након тога срчана цев лежи слободно у делу јединствене шупљине, која касније одговара перикардијалној шупљини.
Дорзални мезокардијум (лат. mesocardium dorsale) се губи у средњем делу тако да срчана цев остаје повезана са зидом перикардијалне дупље само на свом кранијалном и каудалном крају. Кроз отвор на дорзалном мезокардијуму комуницирају десна и лева половина перикардијалне дупље.
Срчана цев у почетку лежи високо испод виличног наставка, а затим се полако спушта у грудни кош и помера у леву страну.
Крајем првог месеца срчана цев се састоји из следећа четири дела идући од његовог каудалног ка кранијални крају (види слику):
- Венски синус (лат. sinus venosus), у који се уливају вене
- Првобитна преткомора
- Првобитна комора
- Срчани булбус (лат. bulbus cordis), излазни део срчане цеви на који се надовезује - (лат. truncus arteriosus)

На спољашњој површини срчане цеви између ових делова налазе се жлебови:
- Између преткоморе и венског синуса, терминални жлеб - лат.
- Између преткоморе и коморе, атривентрикуларни жлеб - лат. sulcus atrioventricularis, који одговара првобитном атриовентрикуларном ушћу.
- Између коморе и срчаног булбуса, булбовентрикуларни жлеб - лат.

Срчана цев расте у дужину брже од околних делова, због тога се она савија и поприма облик латиничног слова „S“. Затим се уврће око уздзужне осовине и то у нивоу прелаза примарне преткоморе у комору, тако да десна страна прелази вентрално, а лева дорзално, док се у нивоу прелаза коморе у булбус врши увртање (торзија) за 90 степени у супротном смеру (види слику).
Венски синус се налази дорзално у односу на преткомору која се налази дорзално у односу на комору.
Преткомора расте у ширину дајући бочне избочине, будуће аурикуле, које обухватају артеријско стабло и булбус (лат. truncus arteriosus et bulbus).

### Формирање интератријалног септум
Најпре настаје примарна (лат. septum primum), а након тога секундарна преграда (лат. septum secundum) које учествују у преграђивање првобитне преткоморе:
- Септум примум се прво пружа од дорзокранијалног до вентралног зида; затим се пружа каудално према ендокардијалним јастучићима у нивоу атрио-вентрикуларног отвора. Пре него што се споји са њима ограничава одозго форамен примум, који се касније затвара, а на горњем делу септум примума се јавља други отвор форамен секундум.[50]
- Септум секундум полази од дорзалног ка вентралном зиду десно од септум примума. Спушта се затим каудално и прекрива горњу ивицу форамена секундума дајући нови отвор који се пружа одоздо навише - форамен овале. Преко њега крв прелази у једном смеру - из десне у леву преткомору.[50]

Септум примум и септум секундум се препокривају као црепови на крову куће, при чему септум примум врши функцију валвуле која регулише проток крви кроз овај отвор само у једном смеру. Септум примум сраста са ивицама овалног отвора, након чега се формира фоса овалис на десној страни интраатријалног септума.
Форамен овале се затвара у првих неколико недеља након порођаја, а понекад и до краја друге године живота. У току порођаја дете направи први удах, плућа се шире, снижава се притисак у десном срцу и појачава прилива крви у леву преткомору, у којој расте притисак због чега се у почетку функционално, а затим и анатомски форамен овале затвара. У просечно 70% особа након рођења се спајају примарни и секундарни септум те настаје јединствена, целовита преграда. Непотпуно затварање преграде узрокује настанак преткоморског септалног дефекта.
Са поделом преткоморе, венски синус, који је развучен попречно се трансформише; његова десна половина улази у састав десне преткоморе, а лева половина образује коронарни синус. На ушћу синуса у десну преткомору налазе се две валвуле, десна и лева, које спречавају враћање крви у венски синус. Оне се спајају и дају септум спуријум, који ишчезава и остаје само његов доњи руб; леви залистак улази у састав интератријалног септума; десна се цепа у два крака и даје валвулу доње шупље вене и валвуле коронарног синуса.
Лева преткомора потиче једним делом од плућне вене и две њене главне гране (глатки део), а други део од првобитне цеви.

### Формирање интервентрикуларног септума
Формирање интервентрикуларног септума почиње нешто касније од интератријалног септума. Интервентрикуларни септум почиње да расте од врха примитивне коморе навише ка ендокардијалним јастучићима првобитног атриовентрикуларног отвора. Између његовог врха и ендокардијалних јастучића налази се пролазни интервентрикуларни отвор (лат. foramen interventriculare).
Интервентрикуларни отвор се затвара са формирањем мембранозног дела међукоморне преграде (лат. pars membrancea septi interventricularis), који настаје пролиферацијом везива у ендокардијалним јастучићима и гребенима срчаног булбуса; растом мембранозног дела септума наниже ка врху мишићног дела септума затвара се интервентрикуларни отвор.
Проксимални део булбуса улази у састав комора, при чему на левој комори он формира аортични вестибулум из кога излази аорта, а на десној комори даје артеријску купу из које излази плућно артеријско стабло
Коморе срца имају двојно порекло: део коморе потиче од примитивне коморе, а део потиче од срчаног булбуса.

### Подела булбуса и артеријског стабла (трункуса)
Пре него што се комплетира развој међукоморне преграде, у проксималном делу булбуса почиње пролиферација везивног ткива и формирање два спирална гребена (десног и левог), који се пружају ка артеријском стаблу (трункусу). Спајањем тих гребена настаје аортно-плућна преграда (лат. septum aorticopulmonale) која дели булбус и артеријско стабло (трункус) на два дела: лево, које даје усходну аорту (лат. aorta ascendens) и десни, који даје плућно артеријско стабло (лат. truncus pulmonalis).
Спирални правац преграде условљава каснији карактеристичан однос плућног артеријског стабла у односу на узлазну аорту: проксимални део се налази испред, а дистални део позади аорте
Срчани булбус својим проксималним делом улази у саставу комора, а дисталним делом у саставу артеријског трункуса. На десној страни даје артеријску купу (инфундибулум), а на левој аортични вестибулум. Граница између та два дела булбуса налази се у нивоу аортног ушћа (лат. ostia arteriosа)
Делови гребена (десног и левог) који остају и након поделе булбуса и стабла (трункуса) формирају полумесечасти залистак аорте и залистак плућног артеријског стабла. Полумесечасти залисци почињу да се развијају из три задебљања субендокардијалног везивног ткива, око отвора аорте и плућног артеријског стабла. Ова задебљања се затим издубљују и преобликују како би се формирала три танка листића.

### Формирање атриовентрикуларних залистака
Пролиферацијом ендокарда у нивоу атриовентрикуларног отвора формирају се пет ендокардијалних јастучића: на средини отвора предњи и задњи, на његовој левој страни један мањи леви и на десној страни два мања десна (предњи и задњи десни). У шестој недељи се даљим растом предњи и задњи средњи јастучић спајају и деле у јединствени атриовентрикуларни отвор на десни и леви атриовентрикуларни отвор.
Латерални делови предњег, задњег и средњег јастучета се спајају и дају десно (лат. cuspis septalis), а лево (лат. cuspis anterio). Лево јастуче ће дати (лат. cuspis posterior valvulae bicuspidalis), а предњи десни јастучић (лат. cuspis anterior), задњи десни (лат. cuspis posterior valvulae tricuspidali). Кусписи валвула су повезани са миокардом комора, при чему током њиховог формирања мишићна влакна која полазе од њихових ивица дају (лат. chordae tendina), на чијим се крајевима развијају папиларни мишићи.